# Onbepaalde vergelijking
In de wiskunde is een onbepaalde vergelijking een vergelijking, waarvoor oneindig veel oplossingen bestaan. Een eenvoudig voorbeeld van een onbepaalde vergelijking is 
{\displaystyle x+y=1}
Dit is een vergelijking met de twee onbekenden {\displaystyle x} en {\displaystyle y} en oneindig veel oplossingen: bij iedere {\displaystyle x} voldoet {\displaystyle y=1-x}.
Een stelsel van lineaire vergelijkingen is in ieder geval onbepaald, wanneer er meer onbekenden in het stelsel voorkomen dan lineaire vergelijkingen.
Een diofantische vergelijking is een speciale vorm van onbepaalde vergelijking, waar zowel de coëfficiënten als de gezochte oplossingen gehele getallen zijn. 